# László Orbán (Politiker)
László Orbán (* 2. August 1912 in Nógrádverőce, Komitat Pest-Pilis-Solt-Kiskun; † 18. November 1978 in Budapest)  war ein ungarischer Politiker der Partei der Ungarischen Werktätigen MDP (Magyar Dolgozók Pártja) sowie schließlich der Ungarischen Sozialistischen Arbeiterpartei MSZMP (Magyar Szocialista Munkáspárt), der unter anderem zwischen 1974 und 1976 Kultusminister war.

## Leben

### Rechtsanwalt, Jugendfunktionär und Zweiter Weltkrieg
Orbán stammte aus einer aus einer bürgerlichen Familie und war der Sohn eines Holzhändlers, der 1922 mit seiner Familie nach Budapest verzog, wo er das Mátyás Gimnázium besuchte. Im Anschluss begann er ein Studium der Rechtswissenschaften an der Universität Wien, wechselte aber kurz danach an die Universität Miskolc und dann an die Universität der Wissenschaften Szeged, ehe er sein Studium 1934 an der Königlich-Ungarischen Kaiser-Franz-Joseph-Universität Kolozsvár (Kolozsvári Magyar Királyi Ferenc József Tudományegyetem) abschloss. Danach absolvierte er einen sechsmonatigen Kurs an der London School of Economics and Political Science (LSE), kam dabei in Kontakt zur Communist Party of Great Britain (CPGB) und befasste sich erstmals mit der Theorie des Marxismus.
Nach seiner Rückkehr nach Ungarn nahm er eine Tätigkeit als Rechtsanwalt auf und trat 1937 einer von Endre Ságvári geführten Gruppe der Arbeiterbewegung bei. Weiterhin wurde er Mitglied der Ungarischen Sozialdemokratischen Partei MSZDP (Magyarországi Szociáldemokrata Párt) und arbeitete in deren Jugendgruppe im V. Budapester Bezirk Belváros-Lipótváros mit. Kurz darauf wurde er zum Mitglied des Nationalen Jugendkomitees der MSZDP gewählt und war dort für Erziehung und Propaganda verantwortlich.
Im Herbst 1938 trat Orbán der illegalen Ungarischen Kommunistischen Partei (KMP) bei und wurde aufgrund seiner Erfahrungen in der Jugendarbeit sowie seiner schriftstellerischen Fähigkeiten 1939 zunächst Kolumnist und dann Chefredakteur der Jugendbeilage in der sozialdemokratischen Tageszeitung Népszava. Daneben war er in der Anzeigenabteilung der Zeitungen der Volksfront beschäftigt und verfasste seit Weihnachten 1941 zusammen mit Endre Ságvári Artikel über die Aufgaben in der Jugendarbeit der Partei.
Seit Mai 1942 begann er mit der Organisation von Untergrundaktionen der Linksfront und übernahm zunehmend Verantwortung für die Jugend- und Bildungspolitik innerhalb der Partei, ehe er im Herbst 1942 Sekretär der KMP-Stadtleitung von Budapest wurde. 1943 wurde er Mitglied des Zentralkomitees (ZK) der KMP und nahm 1944 aktiv an Kampfmaßnahmen der ungarischen Front teil.

### Parteifunktionär, Abgeordneter und Ministerialbeamter
Im Januar 1945 wurde Orbán zunächst Mitarbeiter und danach von Dezember 1945 bis April 1950 Leiter der ZK-Abteilung für Agitation und Propaganda.
Zwischenzeitlich wurde er am 2. April 1945 wurde er zum Mitglied der Provisorischen Nationalversammlung (Ideiglenes Nemzetgyűlés) sowie am 4. November 1945 zum Abgeordneten des Parlaments (Országgyűlés) gewählt. Dort vertrat er nach seinen Wiederwahlen am 31. August 1947 und 15. Mai 1949 die Kommunistische Partei auf der gemeinsamen Liste der Ungarischen Volksfront (Magyar Nemzeti Függetlenségi Front) für das Komitat Csongrád. Daneben war er vom 2. Oktober 1946 bis zum 1. März 1951 Mitglied des ZK der MDP beziehungsweise der daraus hervorgegangenen Partei der Ungarischen Werktätigen MDP (Magyar Dolgozók Pártja).
1950 wurde er Sektionschef im Ministerium für Religion und Volksbildung und danach zwischen 1951 und 1953 im Bildungsbildungsministerium. Danach war er Sekretär des Rates für Hochschulbildung und in diesem Gremium auch Leiter der Abteilung für Marxismus-Leninismus.
Im Anschluss bekleidete er vom 10. Januar 1955 bis zum 20. Januar 1956 Vize-Minister für Bildung, ehe er wieder Mitarbeiter der Parteizentrale der MDP wurde und dort im Februar 1956 die Position als stellvertretender Leiter der ZK-Abteilung für Wissenschaften übernahm. In dieser Funktion gehörte er am 6. Oktober 1956 zu einer Gruppe von Rednern, die die Rehabilitierung und politischen Leistungen von László Rajk würdigten, der als Opfer eines Schauprozesses während der stalinistischen Säuberungen 1949 hingerichtet wurde.

### ZK-Abteilungsleiter und Kultusminister
Am 29. Juni 1957 wurde Orbán Mitglied des ZK der aus der MDP hervorgegangenen Ungarischen Sozialistischen Arbeiterpartei MSZMP (Magyar Szocialista Munkáspárt) und gehörte diesem Führungsgremium der Partei bis zu seinem Tod an. Im Juli 1957 wurde er Leiter der ZK-Abteilung für Wissenschaft und Kultur und übte diese Funktion bis zum 5. Dezember 1959 aus.
Nachdem er zwischen 1953 und 1958 nicht Mitglied des Parlaments war, wurde Orbán am 16. November 1958 wieder zum Abgeordneten des Parlaments gewählt und vertrat dort zunächst die Liste der Patriotischen Volksfront (Hazafias Népfront) von Budapest, danach seit dem 19. März 1967 den 31. Wahlkreis von Budapest sowie zuletzt vom 15. Juni 1975 bis zu seinem Tod den 28. Budapester Wahlkreis.
Am 5. Dezember 1959 übernahm er die Funktion als Leiter der ZK-Abteilung für Agitation und Propaganda und verblieb bis zum 12. April 1967 in dieser Funktion, ehe er anschließend am 18. April 1967 Erster Vize-Minister für Unterricht wurde. Zugleich fungierte er zwischen dem 3. August 1973 und dem 21. Juni 1974 auch als Staatssekretär im Unterrichtsministerium. Seit 1962 war er bis zu seinem Tod auch Mitglieder der MSZMP-Kommission für Propaganda und Agitation.
Nach einer Umbildung der Regierung von Ministerpräsident Jenő Fock übernahm er am 21. Juni 1974 das aus dem Zuständigkeitsbereich des Unterrichtsministers getrennte Amt des Kultusministers (Kulturális Miniszter) und bekleidete dieses auch in der Regierung von Ministerpräsident György Lázár bis zu seiner Ablösung durch Imre Pozsgay am 22. Juli 1976. Während dieser Zeit war er zwischen 1974 und 1976 Vizepräsident des Nationalen Kulturrates (Országos Közművelődési Tanács) sowie zuletzt 1976 für einige Zeit dessen Präsident.